# Xã South Crouch, Quận Hamilton, Illinois
Xã South Crouch (tiếng Anh: South Crouch Township) là một xã thuộc quận Hamilton, tiểu bang Illinois, Hoa Kỳ. Năm 2010, dân số của xã này là 260 người.